# Cimetière juif de Žižkov
Cet article concerne l'ancien cimetière de Žižkov. Pour l'actuel, voir Nouveau cimetière juif de Prague. Pour l'ancien cimetière de la Vieille ville, voir Vieux cimetière juif de Prague.
Le cimetière juif de Žižkov, à Prague en Tchéquie, a été fondé en 1680, lors d'une épidémie de peste. C'est cependant à partir de 1787 qu'on y enterre régulièrement, à la suite de l'interdiction de l'empereur Joseph II d'utiliser le vieux cimetière juif de Prague de la Vieille Ville. Le cimetière juif de Žižkov lui a donc naturellement succédé. Les derniers enterrements ont eu lieu en 1890.
Pendant tout cette période, 40 000 personnes y ont été enterrées, y compris des rabbins renommés.
Avant la Seconde Guerre mondiale, le cimetière était ouvert au public et servait de parc. En 1960, la plus grande partie du cimetière est transformée en parc. C'est à cet endroit que fut construite la tour de télévision de Žižkov. La partie la plus ancienne du cimetière et les tombes des personnes les plus connues ont été préservées. Malgré la réduction de sa taille, le cimetière juif de  Žižkov reste un monument historique.